# Гривка (річка)
Гривка — річка в Маневицькому та Камінь-Каширському районах Волинської області, права притока Стоходу (басейен Дніпра).

## Опис
Довжина річки 13 км, похил річки — 0,85 м/км. Формується з багатьох безіменних струмків та 2 водойм (озера Гривинське та Веприк). Площа басейну 86,5 км².

## Розташування
Бере початок на південній стороні від села Лишнівка. Тече переважно на північний захід і проти села Оленине впадає в річку Стохід, праву притоку Прип'яті.